# Francesco De Lucia
Francesco De Lucia (Triggiano, 21 febbraio 1934 – Bari, 15 luglio 2022) è stato un politico italiano.

## Biografia
Avvocato ed esponente del Partito Socialista Italiano, è stato sindaco di Bari dal 1981 al 1990. Ha ricoperto anche il ruolo di consigliere regionale in Puglia dal 1990, venendo nominato anche assessore a vicepresidente.
È morto il 15 luglio 2022 all'età di 88 anni.